# Keltenstraße
Die Keltenstraße verbindet die bekanntesten archäologischen Fundorte aus der Zeit der Kelten in Hessen. Sie wurde im Mai 2002 gegründet und mit einem feierlichen Festakt am Glauberg eröffnet. Sie gehört zu den touristischen Routen in Deutschland und wird von den Landkreisen Wetterau, Hochtaunus und Gießen getragen. Zu den Orten, die die Route verbindet, gehören die Höhensiedlung und das Grabhügelareal am Glauberg mit dem Museum und Forschungszentrum Keltenwelt am Glauberg, das Heidetränk-Oppidum bei Oberursel, die Salinen von Bad Nauheim, das Oppidum vom Dünsberg, die Wallanlagen von Butzbach, die Alteburg bei Biebergemünd und die Sandsteinbrüche bei Büdingen. Weitere Orte sollen folgen.
Gekennzeichnet wird die Keltenstraße durch ein grünes Symbol, dessen rechte Seite ein Abbild der Keltenstatue vom Glauberg ziert.
Mit Gründung des Vereins KeltenWelten am 17. November 2006 wurde dem Projekt ein verbindlicherer Rahmen gegeben.